# Radostina Marinova
Radostina Marinova (Sofia, 2 ottobre 1998) è una pallavolista bulgara, opposto del Jakarta Livin Mandiri.

## Carriera

### Club
Nella stagione 2016-17 Radostina Marinova viene ingaggiata dal Kazanlăk, nella Superliga bulgara; nel 2017 è nella squadra universitaria statunitense della CSU Long Beach. Ritorna in patria per la stagione 2018-19, questa volta al Beroe, sempre nella massima divisione.
Nell'annata 2020-21 si trasferisce in Francia, all'Évreux, in Élite, con cui conquista la promozione in Ligue A, categoria in cui milita nella stagione successiva con lo stesso club; è in Ligue A anche nel campionato 2022-23 con il Saint-Cloud Paris SF e in quello 2023-24 con il RC Cannes.
Nella stagione 2024-25 si accasa alla Pro Victoria, nella Serie A1 italiana: tuttavia viene ceduta, a campionato in corso, alla squadra indonesiana del Jakarta Livin Mandiri, in Proliga.

### Nazionale
Nel biennio tra il 2014 e il 2016 fa parte della nazionale bulgara under 19 con cui partecipa al campionato europeo 2014 e 2016; nel 2015 è in quella under 18 e prende parte al campionato continentale; e tra il 2015 e il 2017 è nella selezione under 20, disputando il campionato mondiale 2015.
Nel 2022 ottiene le prime convocazioni nella nazionale maggiore.